# Nummer-et hits i Danmark i 1997
Nummer-et hits i Danmark i 1997 er en liste over de singler der lå nummer et på den danske singlehitliste i 1997. Den var udarbejdet af International Federation of the Phonographic Industry og Nielsen Soundscan, og udgivet af Billboard i "Hits of the World"-sektionen.

## Historie
| Dato          | Sang                                                                  | Kunstner                               |
| ------------- | --------------------------------------------------------------------- | -------------------------------------- |
| 2. januar     | "Roses Are Red"                                                       | Aqua                                   |
| 9. januar     | "Roses Are Red"                                                       | Aqua                                   |
| 16. januar    | "Roses Are Red"                                                       | Aqua                                   |
| 23. januar    | "Roses Are Red"                                                       | Aqua                                   |
| 30. januar    | "Don't Speak"                                                         | No Doubt                               |
| 6. februar    | "Don't Speak"                                                         | No Doubt                               |
| 13. februar   | "Ring-A-Ling"                                                         | Tiggy                                  |
| 20. februar   | "Ring-A-Ling"                                                         | Tiggy                                  |
| 27. februar   | "Ring-A-Ling"                                                         | Tiggy                                  |
| 6. marts      | "Ring-A-Ling"                                                         | Tiggy                                  |
| 13. marts     | "Ring-A-Ling"                                                         | Tiggy                                  |
| 20. marts     | "Ring-A-Ling"                                                         | Tiggy                                  |
| 27. marts     | "Ring-A-Ling"                                                         | Tiggy                                  |
| 3. april      | "Don't Let Go (Love)"                                                 | En Vogue                               |
| 10. april     | "Don't Let Go (Love)"                                                 | En Vogue                               |
| 17. april     | "Don't Let Go (Love)"                                                 | En Vogue                               |
| 22. april     | "Don't Let Go (Love)"                                                 | En Vogue                               |
| 30. april     | "Blood on the Dance Floor"                                            | Michael Jackson                        |
| 7. maj        | "Blood on the Dance Floor"                                            | Michael Jackson                        |
| 14. maj       | "Blood on the Dance Floor"                                            | Michael Jackson                        |
| 21. maj       | "Star People '97"                                                     | George Michael                         |
| 28. maj       | "MMMBop"                                                              | Hanson                                 |
| 4. juni       | "MMMBop"                                                              | Hanson                                 |
| 11. juni      | "MMMBop"                                                              | Hanson                                 |
| 19. juni      | "MMMBop"                                                              | Hanson                                 |
| 26. juni      | "MMMBop"                                                              | Hanson                                 |
| 3. juli       | "Bailando"                                                            | Paradisio                              |
| 10. juli      | "Bailando"                                                            | Paradisio                              |
| 17. juli      | "I'll Be Missing You"                                                 | Puff Daddy featuring Faith Evans & 112 |
| 24. juli      | "I'll Be Missing You"                                                 | Puff Daddy featuring Faith Evans & 112 |
| 31. juli      | "I'll Be Missing You"                                                 | Puff Daddy featuring Faith Evans & 112 |
| 7. august     | "I'll Be Missing You"                                                 | Puff Daddy featuring Faith Evans & 112 |
| 14. august    | "I'll Be Missing You"                                                 | Puff Daddy featuring Faith Evans & 112 |
| 21. august    | "I'll Be Missing You"                                                 | Puff Daddy featuring Faith Evans & 112 |
| 28. august    | "I'll Be Missing You"                                                 | Puff Daddy featuring Faith Evans & 112 |
| 4. september  | "I'll Be Missing You"                                                 | Puff Daddy featuring Faith Evans & 112 |
| 11. september | "I'll Be Missing You"                                                 | Puff Daddy featuring Faith Evans & 112 |
| 18. september | "Candle in the Wind 1997"/ "Something About the Way You Look Tonight" | Elton John                             |
| 25. september | "Candle in the Wind 1997"/ "Something About the Way You Look Tonight" | Elton John                             |
| 2. oktober    | "Candle in the Wind 1997"/ "Something About the Way You Look Tonight" | Elton John                             |
| 9. oktober    | "Candle in the Wind 1997"/ "Something About the Way You Look Tonight" | Elton John                             |
| 16. oktober   | "Candle in the Wind 1997"/ "Something About the Way You Look Tonight" | Elton John                             |
| 23. oktober   | "Candle in the Wind 1997"/ "Something About the Way You Look Tonight" | Elton John                             |
| 30. oktober   | "Candle in the Wind 1997"/ "Something About the Way You Look Tonight" | Elton John                             |
| 6. november   | "Candle in the Wind 1997"/ "Something About the Way You Look Tonight" | Elton John                             |
| 13. november  | "Candle in the Wind 1997"/ "Something About the Way You Look Tonight" | Elton John                             |
| 20. november  | "Candle in the Wind 1997"/ "Something About the Way You Look Tonight" | Elton John                             |
| 27. november  | "Candle in the Wind 1997"/ "Something About the Way You Look Tonight" | Elton John                             |
| 4. december   | "Candle in the Wind 1997"/ "Something About the Way You Look Tonight" | Elton John                             |
| 11. december  | "Candle in the Wind 1997"/ "Something About the Way You Look Tonight" | Elton John                             |
| 18. december  | "Candle in the Wind 1997"/ "Something About the Way You Look Tonight" | Elton John                             |
| 25. december  | "Candle in the Wind 1997"/ "Something About the Way You Look Tonight" | Elton John                             |